# Helcogramma nesion
Helcogramma nesion es una especie de pez de la familia Tripterygiidae en el orden de los Perciformes.

## Hábitat
Es un pez de mar y de clima tropical que vive entre 3-10 m de profundidad.

## Distribución geográfica
Se encuentra en el Japón (incluyendo las Islas Ogasawara ).